# Hanne Højgaard Viemose
Hanne Højgaard Viemose (født 21. april 1977 i Frederikshavn) er en dansk forfatter. Hun har en bachelorgrad i antropologi og etnografi fra Aarhus Universitet og har gået på Forfatterskolen.
Viemose debuterede i skønlitteraturgenren med romanen Hannah i 2011.